# Friedrichsluga
Friedrichsluga ist ein bewohnter Gemeindeteil der amtsfreien Stadt Herzberg (Elster) im Landkreis Elbe-Elster in Brandenburg. Der Ort liegt unmittelbar an der Schwarzen Elster und der B 101.

## Ortsname
Die im Ortsnamen vorhandene Bezeichnung Luga deutet auf eine slawische Siedlungsgründung hin. Lug bedeutet im Slawischen unter anderem Sumpf. Nachdem im 12. Jahrhundert Kolonisten in das Gebiet einwanderten, setzten diese bei der Besiedlung des Ortes die Silbe Frieder (Friedrich), vermutlich nach ihrem Anführer, dem Ortsnamen voran.

## Geschichte

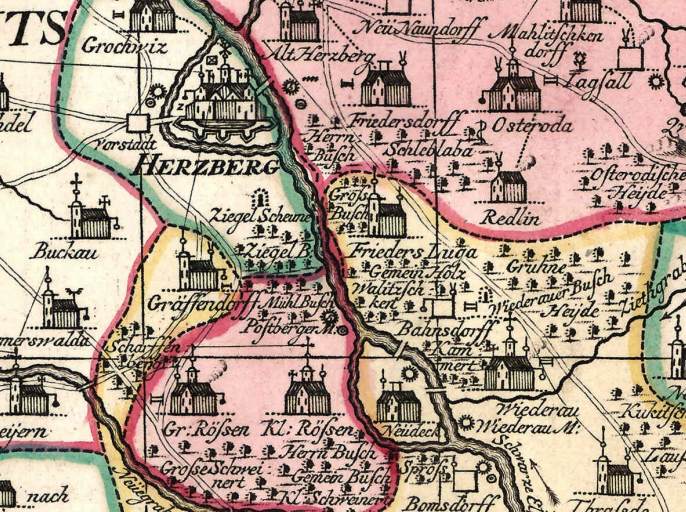
Friedrichsluga im Kursächsischen Amt Liebenwerda auf einer Karte von Peter Schenk 1753

Coppe von der Dahme und Kuntz Siete kauften 1379 den Ort von Kurfürst Wenzel.
Von der Dahme sowie seine Vettern Heinrich, Jahn und Bartholomäus wurden 1398 mit den Zinsen für die Dienste des Ortes belehnt. Die Familie wurde noch 1422 als Empfänger dieser Zinsen genannt. Im Jahr 1474 war der damalige Bürgermeister von Herzberg, Paul Kalo, Besitzer des Dorfes. Dieser verkaufte den Ort 1484 an den Herzberger Peter Otte. Ab dem Jahr 1503 erwarb der damalige Neudecker Rittergutsbesitzer Luthold von Brandenstein das Dorf. 1548 empfing Christoph von Brandenstein von Kurfürst Moritz von Sachsen auch das Lehen über Friedrichsluga. Ihm folgte sein Sohn Siegmund von Brandenstein, welcher im Jahr 1579 starb. Sein Erbe hinterließ er seinen Söhnen Heinrich und Hans. Heinrich von Brandenstein verkaufte den Ort 1615 an Friedrich von Schleinitz.

Friedrichsluga auf einer geschichtlichen Karte des Kreises Liebenwerda (1910).

Während des Dreißigjährigen Krieges wurde der Ort im Jahr 1631 durch Truppen des Oberst Götz verwüstet. Nach dem Tod von Friedrich von Schleinitz ging dessen Besitz an Hans Georg und Dietrich von Schleinitz. 1687 wurde Friedrichsluga durch Georg von Schleinitz für 2000 Gulden an Johann Patow verkauft. Nach dessen Tod wurde 1705 Johann Friedrich Patow mit dem Ort belehnt. Dieser wurde 1733 in den Adelsstand erhoben und starb am 17. September 1755. Sein einziger Sohn Bernhard Friedrich von Patow verkaufte am 16. September 1763 seinen Besitz für 20.000 Taler an Friedrich Hartmann von Landwüst. Dieser geriet in Konkurs, so dass 1771 der königlich preußische Major Gottlob August von Trebra den Besitz für 13.000 Taler ersteigerte. Nach seinem Tod am 20. April 1806 verkaufte sein Sohn Moritz August 1812 den Besitz an Heinrich von Blumenthal. Blumenthal starb am 7. November 1830 auf Neudeck. Friedrichsluga blieb bis 1842 im Besitz derer von Blumenthal und wurde am 29. Juli 1842 für 36.000 Taler an Christian Kurt Sahland aus Schlieben zwangsversteigert. Nach der Separation und der damit erfolgten Zusammenlegung von Flächen entstand im Nordwesten des Ortes ein neues Vorwerk, welches durch einen Verwandten der Familie Sahland bewirtschaftet wurde.
Im Rahmen der nationalsozialistischen Germanisierung sorbischstämmiger Ortsnamen hatte der Landrat des Kreises Schweinitz 1937 mit Zustimmung der Gemeinde beantragt, Friedrichsluga in „Friedrichshain“ umzubenennen und so den sorbischen Namensbestandteil zu tilgen. Anders als in anderen Regionen scheiterte die Umbenennung hier jedoch an der Ablehnung des zuständigen Regierungspräsidenten.
Bis 1816 gehörte das Dorf zum kursächsischen Amt Liebenwerda und wurde mit dessen Auflösung dem Landkreis Schweinitz unterstellt.
Friedrichsluga wurde am 1. Januar 1974 in die Stadt Herzberg (Elster) eingemeindet.

## Landschaft
Das etwa 110 Hektar große Naturschutzgebiet Schwarze Elster und Riecke befindet sich in unmittelbarer Nähe des Ortes linksseitig der Schwarzen Elster. Hierbei handelt es sich um Teile des ehemaligen Flussverlauf vor dessen Begradigung. Selten gewordene Teich- und Uferpflanzen sowie der Elbebiber (C. f. albicus Matschie) finden hier einen optimalen Lebensraum.

## Kultur und Sehenswürdigkeiten

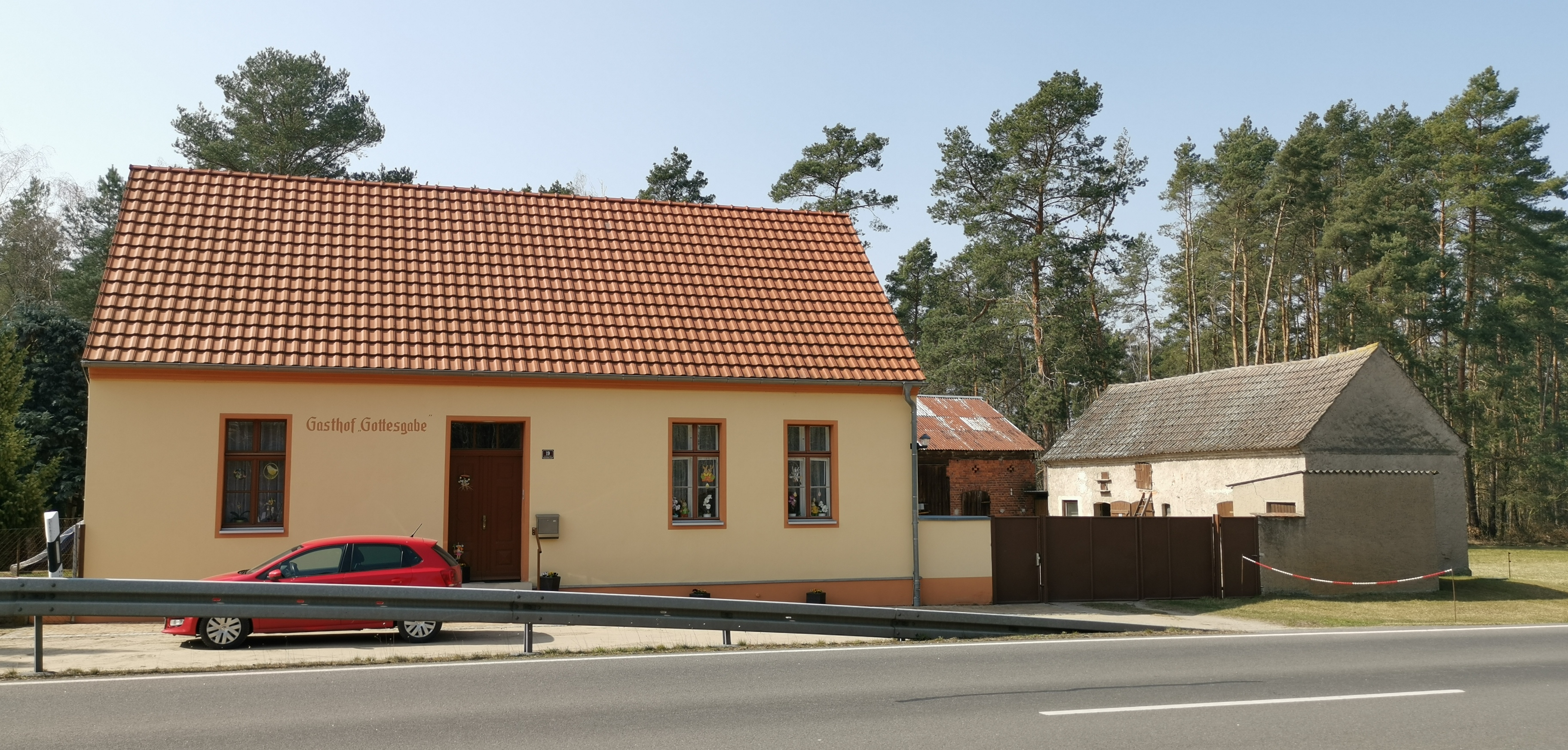
Denkmalgeschützter Gasthof Gottesgabe an der Bundesstraße 101

In der Denkmalliste des Landes Brandenburg sind für Friedrichsluga die Dorfkirche, ein Gasthof und ein Wegweiser aufgeführt.

### Kirche
Der jetzt vorhandene Kirchenbau ersetzt eine ehemals vorhandene Fachwerkkirche. Der Vorgängerbau wurde im Jahr 1716 errichtet.
Die Kirche in Friedrichsluga ist ein neogotischer Backsteinbau mit einem nach Westen ausgerichteten Turm. Die Grundsteinlegung erfolgte am 9. Mai 1883 durch den damaligen Superintendenten Raabe aus Herzberg. Errichtet wurde sie nach einem Entwurf von Maurermeister Michaelis unter der Bauaufsicht des Maurermeisters Euler aus Falkenberg. Am 27. November 1883 erfolgte die Einweihung durch den Generalsuperintendenten D. Schulze aus Magdeburg.